# São Francisco do Sul
Pour les articles homonymes, voir São Francisco.
São Francisco do Sul est une ville brésilienne du littoral nord de l'État Santa Catarina.

## Généralités

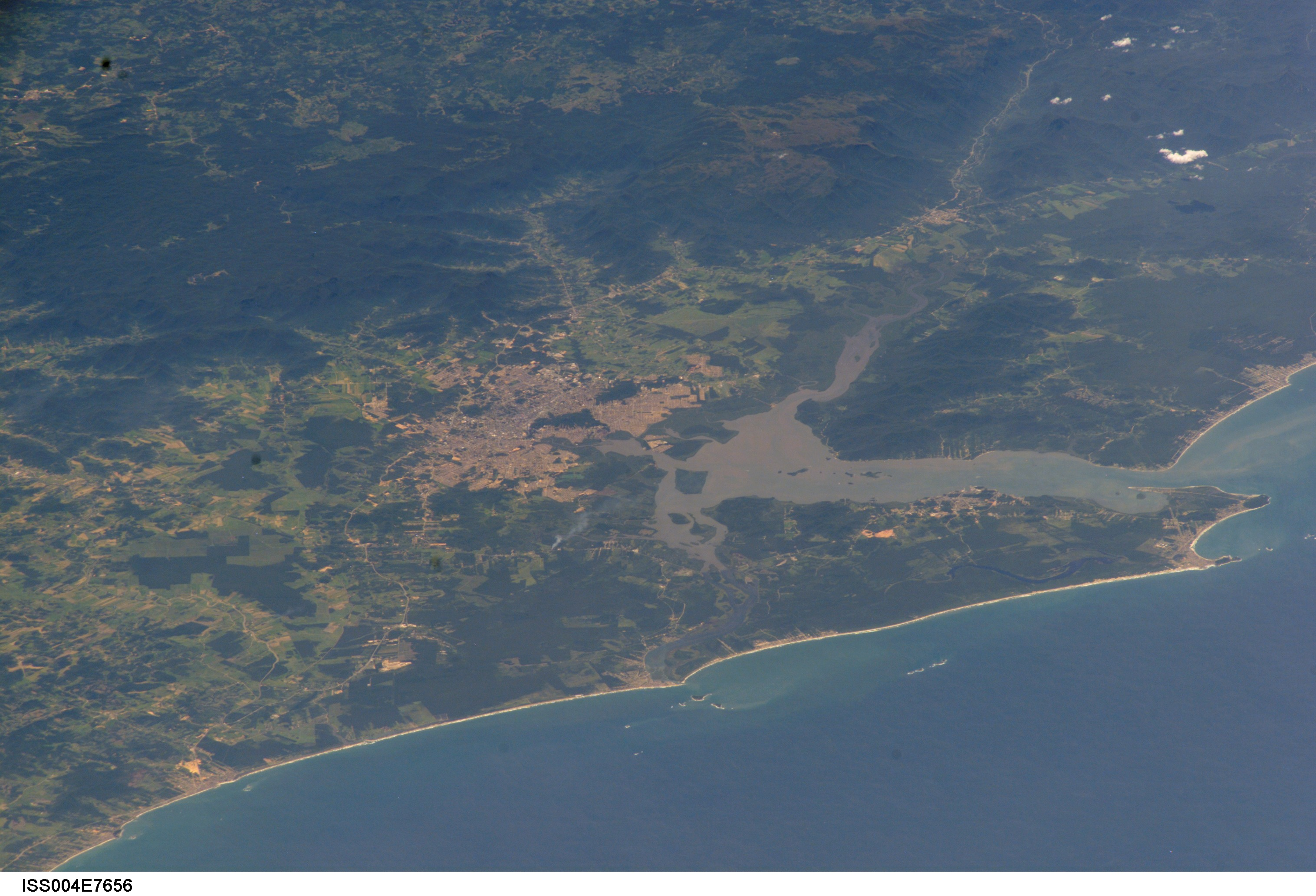
Vue aérienne de la municipalité

São Francisco do Sul est la troisième ville la plus ancienne du Brésil, son occupation remontant à l'époque de la découverte du pays. Elle fut fondée en 1504 par le Français Binot Paulmier de Gonneville, mais n'obtint d'autonomie municipale qu'en 1660. Elle fut élevée au rang de municipalité en 1847. Le siège de la municipalité est situé à l'extrême nord de l'île de São Francisco à l'entrée de la baie de Babitonga. Située sur la route de Florianópolis à Curitiba, la ville présente de très belles constructions coloniales.

## Géographie
São Francisco do Sul se situe à une latitude de 26° 14′ 36″ sud et à une longitude de 48° 38′ 17″ ouest, pour une altitude de 9 mètres.
Sa population était de 42 569 habitants au recensement de 2010. La municipalité s'étend sur 493 km2.
Elle fait partie de la microrégion de Joinville, dans la mésorégion Nord de Santa Catarina.

## Histoire
En 1640, Gabriel de Lara, fonde le 3 décembre 1641 le village de Nossa Senhora da Graça do Rio São Francisco.
Em 1658, Manoel Lourenço de Andrade, accompagné de familles du Portugal et de São Paulo, arrive à São Francisco avec les pleins pouvoirs, accordés par le marquis de Cascaes, pour peupler la région et répartir les terres entre les hommes de son expédition et les futurs arrivants.

## Administration
La municipalité est constituée de deux districts :
- São Francisco do Sul (siège du pouvoir municipal)
- Sai

## Villes voisines
São Francisco do Sul est voisine de la municipalité (município) suivante:
- Itapoá
- Joinville
- Araquari
- Balneário Barra do Sul